# Lista de campeãs do carnaval de Santo André
Lista de campeãs do Carnaval de Santo André

## Grupo A
| Ano  | Campeã                                 | Enredo                                                                                | Ref.          |
| ---- | -------------------------------------- | ------------------------------------------------------------------------------------- | ------------- |
| 1980 | Mocidade Fantástica de Vila Alice      |                                                                                       | [ 1 ]         |
| 1981 | Mocidade Fantástica de Vila Alice      |                                                                                       | [ 2 ]         |
| 1983 | Leões do Vale                          |                                                                                       | [ 3 ] [ 4 ]   |
| 1997 | Mocidade Independente Cidade São Jorge |                                                                                       | [ 5 ]         |
| 1998 | Leões do Vale                          |                                                                                       | [ 3 ]         |
| 1999 | Leões do Vale                          |                                                                                       | [ 3 ]         |
| 2000 | Mocidade Independente Cidade São Jorge |                                                                                       | [ 6 ]         |
| 2001 | Mocidade Independente Cidade São Jorge |                                                                                       | [ 6 ]         |
| 2002 | Leões do Vale                          | A Água Nossa de Cada Dia                                                              | [ 3 ] [ 6 ]   |
| 2003 | Ocara Clube                            | Rei que é Rei                                                                         | [ 7 ]         |
| 2004 | Ocara Clube                            | Brincar É Estar no Universo Fantástico da Fantasia                                    | [ 8 ]         |
| 2005 | Seci                                   | Coloquei, tirei, mas quem sou, eu sei e transformou em samba a história das máscaras. | [ 9 ]         |
| 2006 | Ocara Clube                            | Terra de muitos filhos, filhos de muitas terras - O encontro das gerações             | [ 10 ] [ 11 ] |
| 2007 | Ocara Clube                            | Era Uma Vez....?                                                                      | [ 12 ]        |
| 2008 | Seci                                   | Lua: a deusa da noite                                                                 | [ 13 ]        |
| 2009 | Tradição de Ouro                       | Lazer e Diversão é Sempre uma Boa Opção                                               | [ 14 ] [ 15 ] |
| 2010 | Seci                                   | SECI é a nossa marca - Tatuagem                                                       | [ 16 ]        |
| 2011 | Tradição de Ouro                       | Festas Populares e Crendices do Brasil                                                | [ 17 ]        |
| 2012 | Seci                                   | O Nordeste Feito à Mão                                                                | [ 18 ] [ 19 ] |
| 2013 | Lírios de Ouro                         | Felicidade para você, é o que deseja a Lírios de Ouro                                 | [ 20 ]        |
| 2014 | Lírios de Ouro                         | No mundo mágico da alegria, onde tem folia tem Lírios de Ouro                         | [ 21 ]        |
| 2015 | Lírios de Ouro                         | ‘Eu Sou da Lírios, Não Posso Negar’                                                   | [ 22 ]        |
| 2016 | Tradição de Ouro                       | A Força, a Garra e o Conhecimento do Dragão Chamado Tradição                          | [ 23 ] [ 24 ] |